# Gomphostemmateae
Gomphostemmateae Scheen & Lindqvist, 2010 è una tribù di piante Spermatofite Dicotiledoni appartenenti alla famiglia delle Lamiaceae (ordine delle Lamiales).

## Etimologia
Il nome della tribù deriva dal suo genere più importante Gomphostemma L. la cui etimologia è composta da due parole greche "gompho" ( = con una parte allargata) e "stema" (= ghirlanda, coroncina).
Il nome scientifico della tribù è stato definito dalle botaniche Anne-Cathrine Scheen e Charlotte Lindqvist nella pubblicazione "Annals of the Missouri Botanical Garden. St. Louis, Missouri - 97(2): 216" del 2010.

## Descrizione

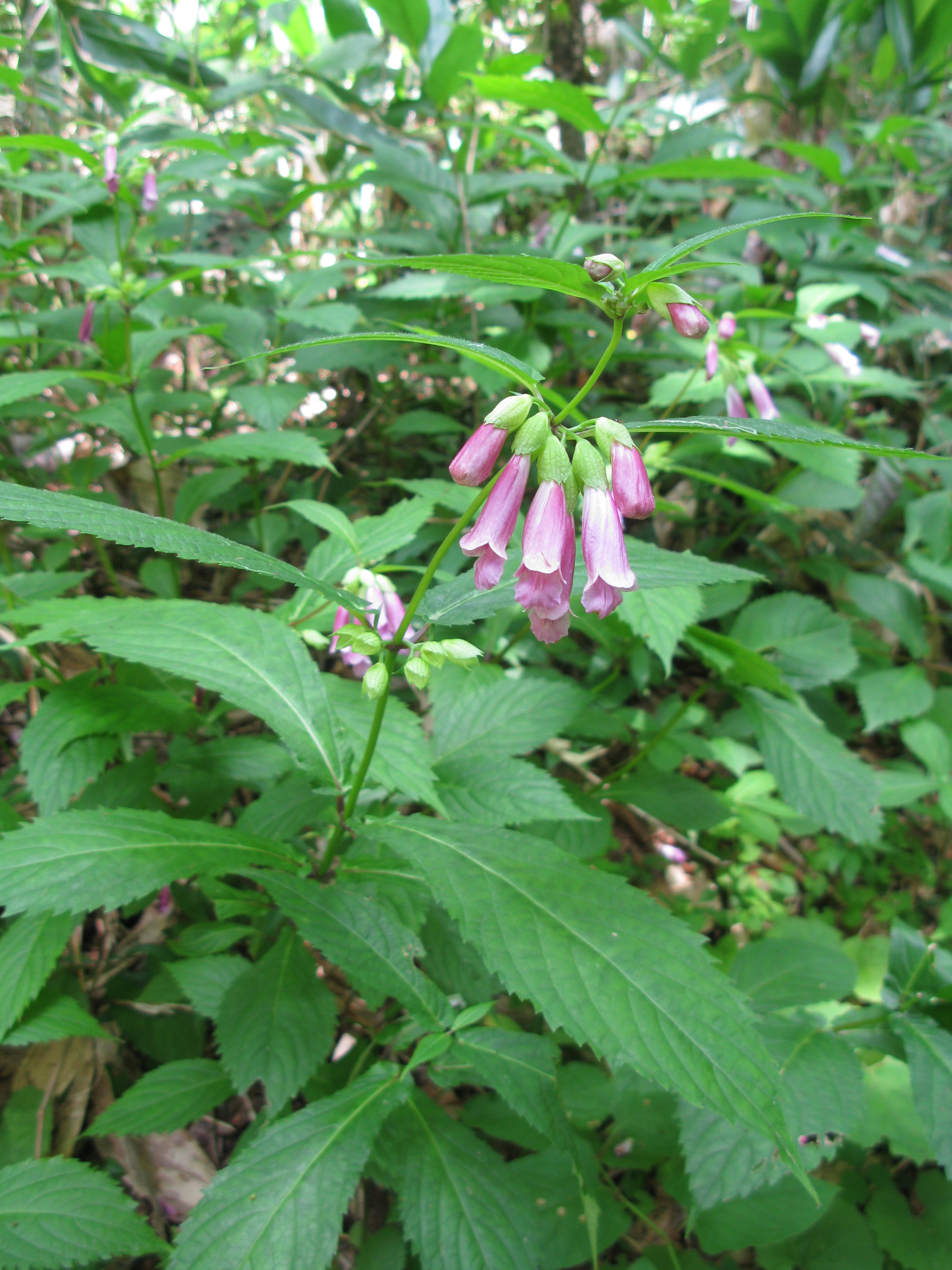
Il portamento
Chelonopsis moschata

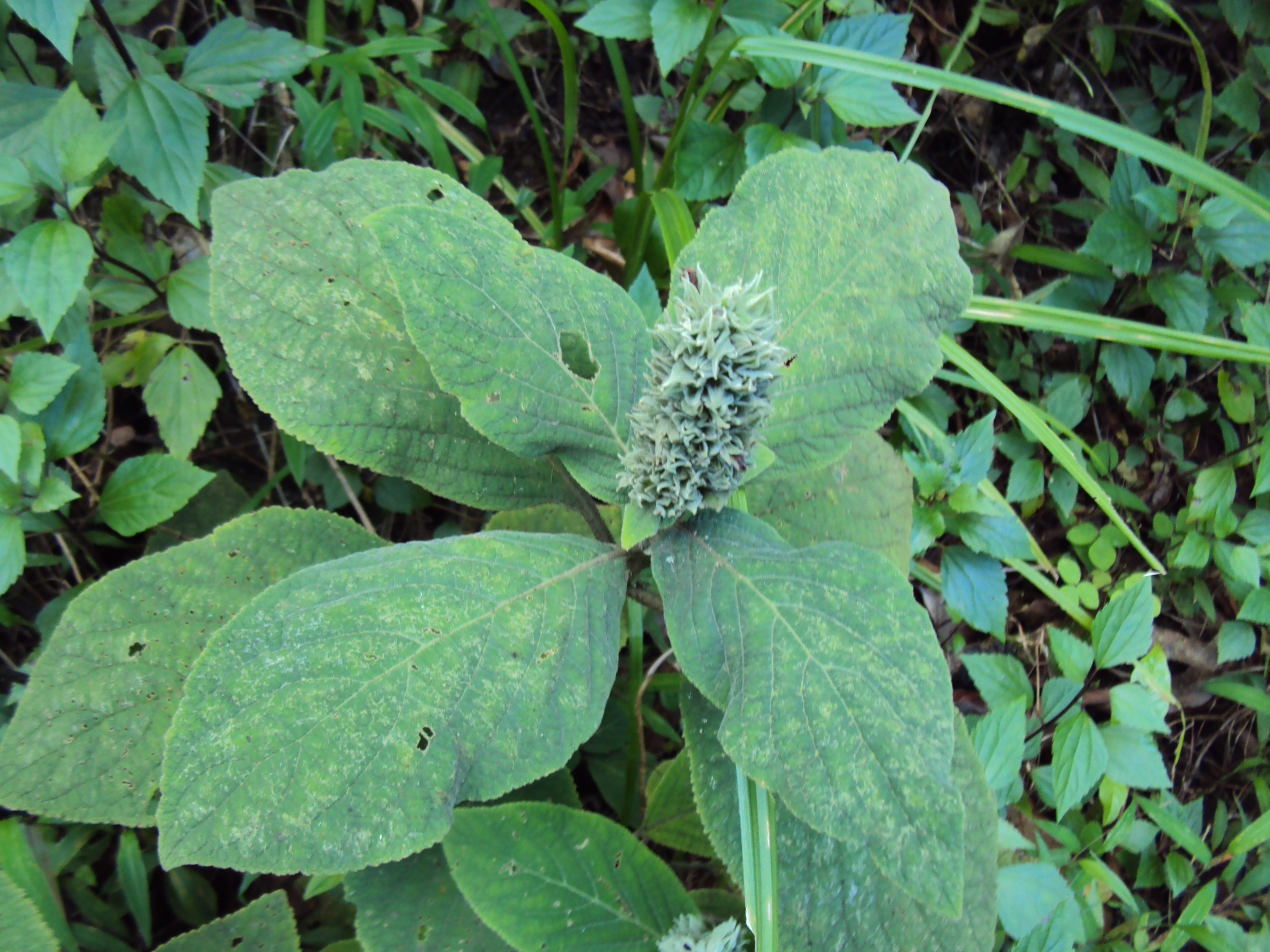
Le foglie
Gomphostemma heyneanum

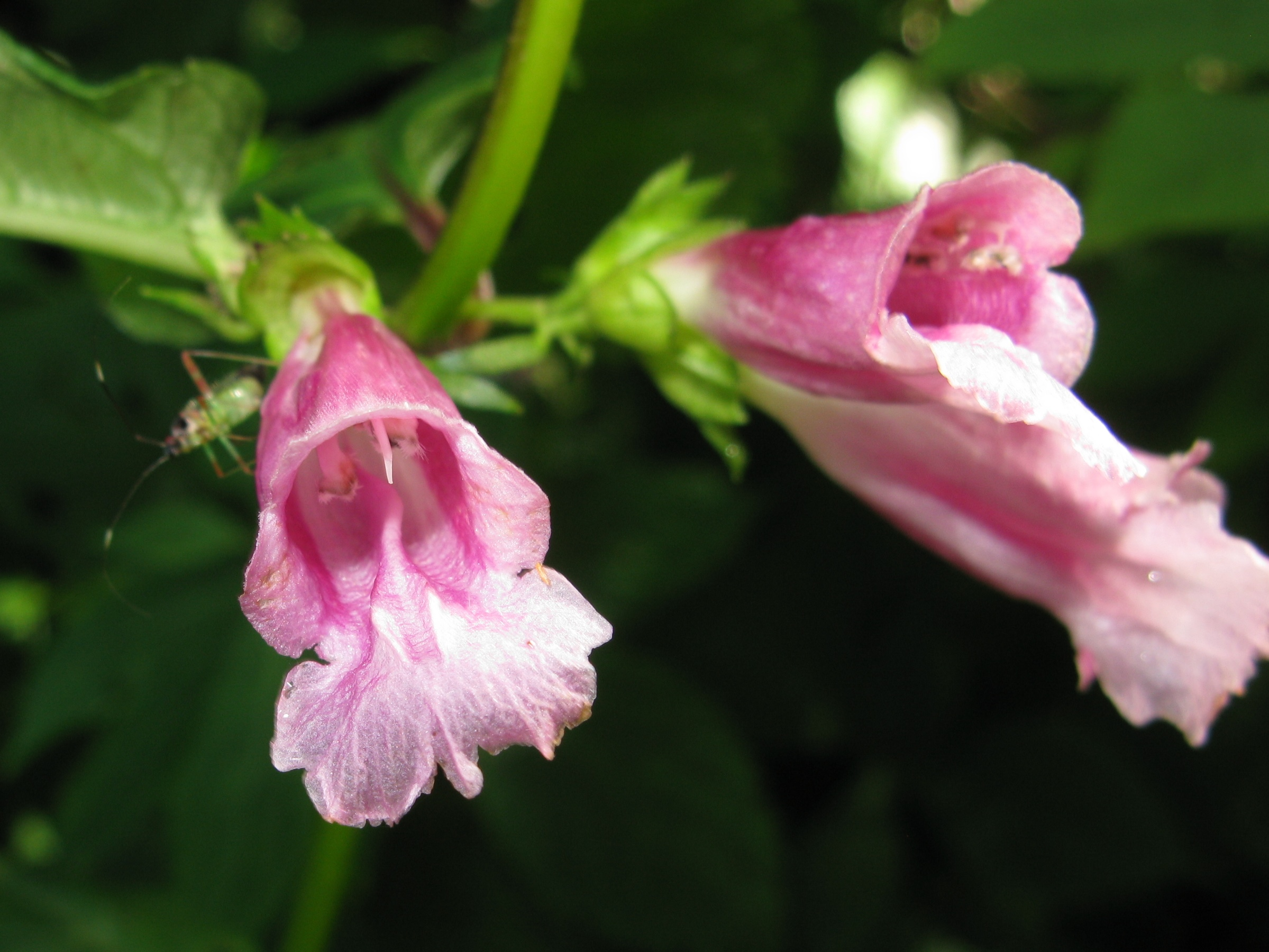
Infiorescenza
Chelonopsis moschata

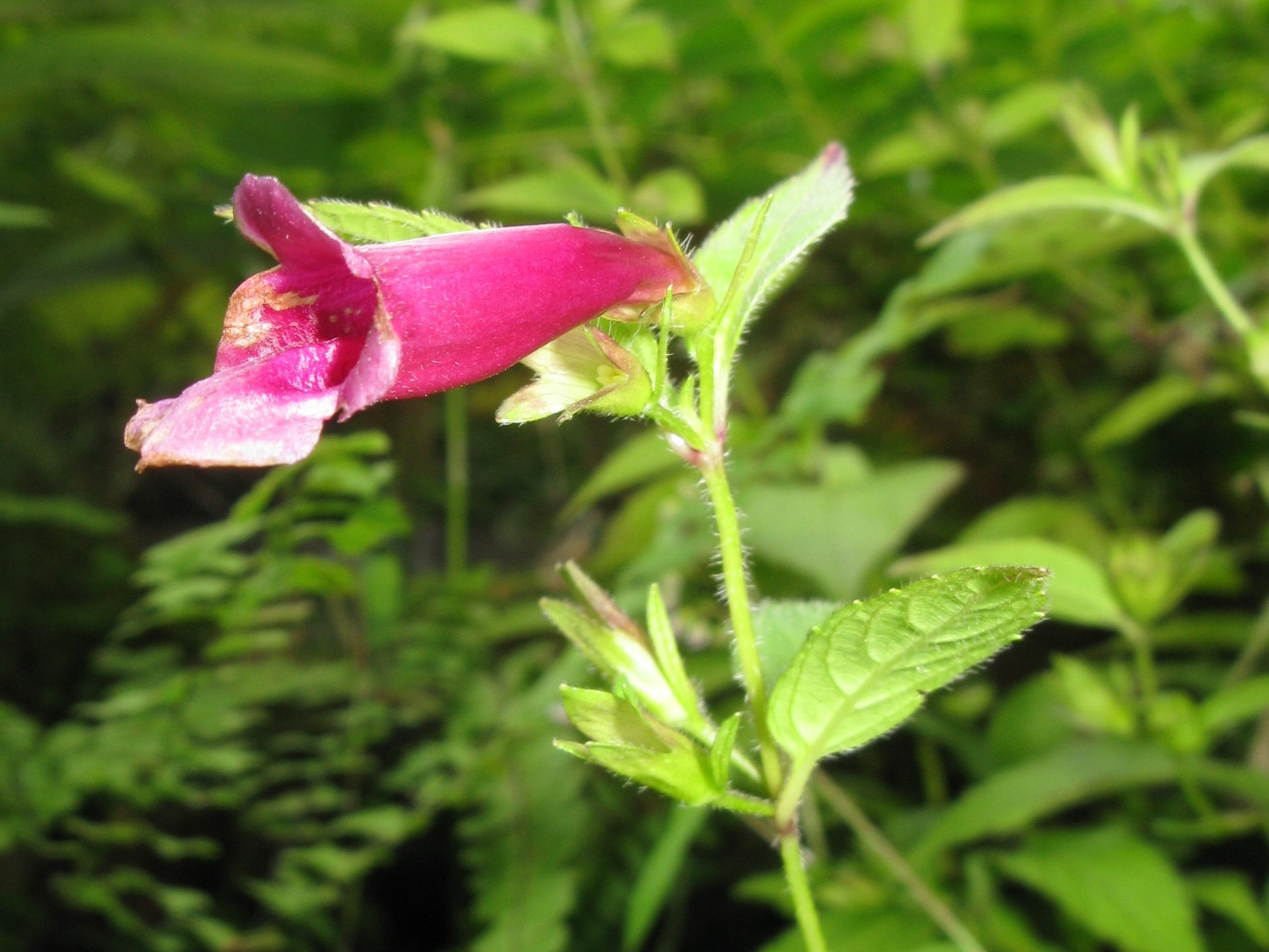
Il fiore
Chelonopsis yagiharana

- Il portamento delle specie di questa tribù è erbaceo perenne o arbustivo. L'indumento è formato da peli semplici o stellati. Alla base di queste piante possono essere presenti dei piccoli germogli separati.[6][7][8][9][10][11]
- Le foglie sono picciolate con bordi crenati o dentati; a volte sono sessili. La lamina ha delle forme più o meno da lanceolate a ovoidi. Lungo il caule le foglie sono disposte in modo opposto. La superficie adassiale delle foglie è pubescente/irsuta per peli stellati.
- Le infiorescenze sono terminali (o ascellari o basali) di tipo tirsoide o talvolta racemoso e talvolta a verticilli con 2 - 10 fiori. I fiori sono peduncolati o sessili. All'interno dell'infiorescenza sono presenti delle brattee da subcircolari a lineari-lanceolate.
- I fiori sono ermafroditi, zigomorfi, tetrameri (4-ciclici), ossia con quattro verticilli (calice – corolla - androceo – gineceo) e pentameri (5-meri: la corolla e il calice sono a 5 parti).

- Formula fiorale. Per la famiglia di queste piante viene indicata la seguente formula fiorale:

X, K (5), [C (2+3), A 2+2] G (2), (supero), drupa
- Calice: il calice, normalmente gamosepalo e più o meno attinomorfo, è formato da 4 - 5 lobi uguali o subuguali. I lobi possono essere raggruppati variamente: 2/3, oppure 3/1 oppure 3/2 oppure 1/4 (in quest'ultimo caso il lobo posteriore è quello più corto). Il tubo del calice, a forma da tubolare a campanulata, alla fruttificazione, si gonfia lievemente. La superficie del calice ha 10 venature.

- Corolla: la corolla, gamopetala e zigomorfa, ha la forma di un tubo fortemente dilatato nella parte distale e termina con due labbra con 4 lobi (tre riuniti e uno isolato). Il labbro posteriore è corto o moderatamente allungato, appena a forma di cappuccio, con bordo intero o smarginato (a volte è anche mucronato). I colori sono rosso-porpora, giallo o bianco. Non è presente l'anello di peli interno presente in altre specie della famiglia.

- Androceo: l'androceo possiede quattro stami didinami (quelli anteriori sono più lunghi) tutti fertili e inclusi o poco sporgenti dalle fauci della corolla e posizionati sotto il labbro superiore. I filamenti, sono adnati alla corolla, paralleli, diritti (sono tutti complanari) e incurvati all'innanzi con le antere parzialmente sporgenti dal tubo corollino; sono inoltre pelosi o glabri. Le antere sono ravvicinate a coppie; sono inoltre parallele o strettamente divergenti. Le teche sono 2 (biloculari) e poco o ben distinte; la deiscenza è logitudinale. I granuli pollinici sono del tipo tricolpato o esacolpato. Il nettario a forma di disco è ben sviluppato.

- Gineceo: l'ovario è supero formato da due carpelli saldati (ovario bicarpellare) ed è 4-loculare per la presenza di falsi setti; la forma è profondamente lobata con superficie glabra. La placentazione è assile. Gli ovuli sono 4 (uno per ogni presunto loculo), hanno un tegumento e sono tenuinucellati (con la nocella, stadio primordiale dell'ovulo, ridotta a poche cellule). Lo stilo inserito alla base dell'ovario (stilo ginobasico) è del tipo filiforme. Lo stigma è bifido con lobi subuguali o ineguali.

- Il frutto è uno schizocarpo composto da 1 - 4 nucule più o meno carnose, arrotondate o anche alate all'apice e a volte piatte; la superficie può essere liscia. I frutti spesso rilasciano i semi con facilità (sono fragili). Dimensione delle nucule: 6 - 12 x 2,5 - 5 mm.

## Riproduzione
- Impollinazione: l'impollinazione avviene tramite insetti (impollinazione entomogama).[13]
- Riproduzione: la fecondazione avviene fondamentalmente tramite l'impollinazione dei fiori (vedi sopra).
- Dispersione: i semi cadendo a terra (dopo essere stati trasportati per alcuni metri dal vento – disseminazione anemocora) sono successivamente dispersi soprattutto da insetti tipo formiche (disseminazione mirmecoria).[14]

## Distribuzione e habitat
Le specie di questa tribù si trovano nelle foreste e nelle boscaglie dell'Asia orientale (Cina soprattutto). In particolare Gomphostemma è uno dei pochi generi delle Lamiaceae tipico della foresta pluviale.

## Tassonomia
La famiglia di appartenenza della tribù (Lamiaceae), molto numerosa con circa 250 generi e quasi 7000 specie, ha il principale centro di differenziazione nel bacino del Mediterraneo e sono piante per lo più xerofile (in Brasile sono presenti anche specie arboree). Per la presenza di sostanze aromatiche, molte specie di questa famiglia sono usate in cucina come condimento, in profumeria, liquoreria e farmacia. La famiglia è suddivisa in 7 sottofamiglie; la tribù Gomphostemmateae appartiene alla sottofamiglia Lamioideae.

### Filogenesi

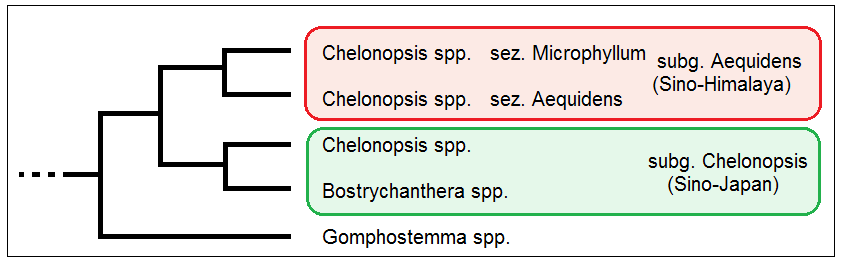
Cladogramma della tribù

In base a studi di tipo filogenetico sul DNA di alcune specie di questa tribù, risulta che Gomphostemmateae è monofiletica. Il genere Gomphostemma è "gruppo fratello" del resto della tribù. Risulta inoltre che il genere Bostrychanthera è incorporato (nidificato) in Chelonopsis e che Chelonopsis comprende due cladi ben definiti: il primo comprende il subg. Chelonopsis insieme alle specie del genere Bostrychanthera, mentre il secondo comprende il subg. Aequidens (sempre del genere Chelonopsis). Questa divisione è supportata anche dai caratteri morfologici (e citologici) specifici ai due cladi. Anche la sez. Microphyllum (del genere Chelonopsis) è monofiletica. I due cladi sono concordi anche con i modelli di distribuzione (sino-giapponese per il primo clade e sino-himalayano per il secondo clade).
Il cladogramma tratto dallo studio citato e semplificato dimostra la struttura interna della tribù.

### Composizione della tribù
La tribù è formata da 3 generi e circa 54 specie:
- Bostrychanthera Benth., 1876 (1 - 2 specie) - Distribuzione: Cina (meridionale) e Taiwan
- Chelonopsis Miq., 1865 (13 - 16 specie) - Distribuzione: Pakistan, Cina e Giappone
- Gomphostemma Wall. ex Benth., 1830 (30 - 36 specie) - Distribuzione: India, Cina, Malaysia e Indonesia